# Stazione di Incheon Nonhyeon
La stazione di Incheon Nonhyeon (인천논현, 仁川論峴, Incheon Nonhyeon-yeok) è una stazione ferroviaria della città sudcoreana di Incheon, situata nel quartiere di Namdong-gu. La stazione è servita dalla linea Suin gestita da Korail.

## Linee e servizi
Korail
■ Linea Suin  (Codice: K254)

## Binari
La stazione possiede due marciapiedi a isola con quattro binari passanti in su viadotto. I marciapiedi sono collegati al fabbricato viaggiatori situato al piano inferiore con scale fisse, mobili e ascensori.

### Schema binari
| 1-2 | ■ Linea Suin | per Woninjae, Songdo e Incheon |
| 3-4 | ■ Linea Suin | per Darwol e Oido              |

## Stazioni adiacenti
| «              | Servizio   | »           |
| Linea Suin     | Linea Suin | Linea Suin  |
| -------------- | ---------- | ----------- |
| K253 Soraepogu | Locale     | Hogupo K255 |